# كورين راسيل
كورين راسيل (بالإنجليزية: Corinne Russell)‏ هي عارضة أزياء وممثلة بريطانية، ولدت في 22 نوفمبر 1963 في المملكة المتحدة.

## أعمال

### أفلام
- (1986) ساكن الجبال

## وصلات خارجية
- كورين راسيل على موقع IMDb (الإنجليزية)
- كورين راسيل على موقع ميوزك برينز (الإنجليزية)
- كورين راسيل على موقع قاعدة بيانات الفيلم (الإنجليزية)